# Kristin Chenoweth
Kristin Dawn Chenoweth (IPA: ˈtʃɛnoʊwɛθ; születési nevén Kristi Dawn Chenoweth; Broken Arrow, Tulsa megye, Oklahoma, 1968. július 24. –) Tony- és Emmy-díjas amerikai színésznő és énekesnő.

## Fiatalkora és családja
Ötnapos volt, amikor Junie Smith Chenoweth és Jerry Morris Chenoweth vegyészmérnökök örökbe fogadták őt. Ők ketten Tulsa egyik külvárosából, Broken Arrow-ból származnak. A lány a Kristi Dawn Chenoweth nevet kapta. Elmondása szerint cseroki felmenőkkel rendelkezik, és később találkozott a valódi anyjával. Gyerekkorában gospel dalokat énekelt a helyi templomokban, ekkori életszakaszának egyik fénypontjának tartja, amikor a Southern Baptist Convention találkozón Evie "Four Feet Eleven" című dalát énekelte. A kórus egyből rázendített: "I'm only 4 feet 11, but I'm going to Heaven" (Chenoweth 4 láb és 11 inch (150 cm) magas).
A Broken Arrow Senior High School tanulójaként érettségizett. Ezt követően az Oklahoma City Universityn tanult, ahol a Gamma Phi Beta diákszövetség tagja volt. 1990-ben diplomázott. Szépségversenyeken is indult, 1991-ben nyert a Miss Oklahoma szépségversenyen. 1992-ben részt vett a The Most Happy Fella stúdiófelvételén.
Több musicalben is szerepelt. Ezt követően főbb énekversenyen is indult, a Metropolitan Opera meghallgatásán a "legígéretesebb feltörekvő énekesnőnek" nevezték. A meghallgatással együtt járt egy ösztöndíj a philadelphiai Academy of Vocal Artsra. Két héttel az iskola megkezdése előtt New Yorkba utazott, hogy segítsen egy barátjának költözni. Míg ott volt, jelentkezett az Animal Crackers című musical 1993-as változatának meghallgatására, és megkapta Arabella Rittenhouse szerepét. Kristin visszautasította az ösztöndíjat és New Yorkba költözött, hogy szerepeljen a musicalben és a zenei színházban folytasson karriert.

## Karrierje
Gyerekkorában gospel dalokat énekelt és operaénekesnek tanult, majd áttért a musical műfajára. 1999-ben Tony-díjat nyert Sally Brown alakításáért a You're a Good Man, Charlie Brown című musicalben. 2003-ban újabb Tony-díjra jelölték Glinda alakításáért a Wicked című musicalben. Televíziós szerepei közé tartozik Annabeth Schott Az elnök emberei sorozatból és  Olive Snook a Halottnak a csók-ból, amelyért Emmy-díjat nyert. Szerepelt továbbá a GCB, Trial & Error és Schmigadoon! című sorozatokban is.
Volt egy saját vígjátéksorozata is Kristin címmel, illetve több műsorban is vendégszerepelt, például a Szezám utcában és a Glee-ben. Olyan filmekben szerepelt, mint a Földre szállt boszorkány (2005), a Rózsaszín párduc (2006) és a Rumlis vakáció (2006). Szinkronszínészként is tevékenykedik; szinkronizált a Rio 2. (2014) és a Snoopy és Charlie Brown – A Peanuts film (2015) című filmekben, illetve a Sit Down, Shut Up (2009) és BoJack Horseman (2014) című rajzfilmsorozatokban. 2009-ben elkészült az önéletrajza, A Little Bit Wicked címmel.

## Magánélete
2009-ben kiadta önéletrajzát A Little Bit Wicked: Life, Love, and Faith in Stages címmel, melyben az életéről és munkásságáról ír.
Liberális keresztény vallású.
Amikor rajongóinak elmondta, hogy a melegek jogait támogatja, keresztény rajongói dühösek lettek, és nem léphetett fel a 2005. szeptemberében tartott Women of Faith találkozón.
As I Am című albuma reklámozása érdekében fellépett a 700-as klub című műsorban, amely kiábrándította a homoszexuális rajongóit. Chenoweth később elmondta, hogy "a világ Pat Robertsonjai és Jerry Falwelljei ijesztőek", illetve megbánta, hogy szerepelt a műsorban.
Több férfival is volt kapcsolata, például Dana Brunettivel, Seth Greennel, Lane Garrisonnal, Marc Kudisch-sal  és Aaron Sorkinnal.
2018 óta a Backroad Anthem nevű countryegyüttes gitárosa, Josh Bryant a párja. 2021. október 27.-én jegyezték el egymást.

## Diszkográfia
- Let Yourself Go (2001)
- As I Am (2005)
- A Lovely Way to Spend Christmas (2008)
- Some Lessons Learned (2011)
- Coming Home (2014)
- The Art of Elegance (2016)
- For the Girls (2019)
- Happiness is... Christmas! (2021)

## Filmográfia

### Film
| Év   | Magyar cím                               | Eredeti cím                            | Szerep                          | Magyar hang         |
| ---- | ---------------------------------------- | -------------------------------------- | ------------------------------- | ------------------- |
| 2002 |                                          | Topa Topa Bluffs                       | Patty                           |                     |
| 2005 | Földre szállt boszorkány                 | Bewitched                              | Maria Kelly                     | Bíró Kriszta        |
| 2006 | A rózsaszín párduc                       | The Pink Panther                       | Cherie                          | Solecki Janka       |
| 2006 | Rumlis vakáció                           | RV                                     | Mary Jo Gornicke                |                     |
| 2006 | Felforgatókönyv                          | Stranger than Fiction                  | Book Channel házigazda          | Sánta Annamária     |
| 2006 | Kiskarácsony mindenáron                  | Deck the Halls                         | Tia Hall                        | Murányi Tünde       |
| 2006 | Kés, villa, olló                         | Running with Scissors                  | Fern Stewart                    | Murányi Tünde       |
| 2006 |                                          | A Sesame Street Christmas Carol        | Karácsonyi ének (hangja)        |                     |
| 2008 | Csimpilóták                              | Space Chimps                           | Kilowatt (hangja)               | Szabó Zselyke       |
| 2008 | Csingiling                               | Tinker Bell                            | Rosetta (hangja)                | Farkasházi Réka     |
| 2008 | Négy karácsony                           | Four Christmases                       | Courtney                        | Vadász Bea          |
| 2009 |                                          | Into Temptation                        | Linda Salerno                   |                     |
| 2009 | Csingiling és az elveszett kincs         | Tinker Bell and the Lost Treasure      | Rosetta (hangja)                | Farkasházi Réka     |
| 2010 | Csingiling és a nagy tündérmentés        | Tinker Bell and the Great Fairy Rescue | Rosetta (hangja)                | Farkasházi Réka     |
| 2010 | Már megint Te?!                          | You Again                              | Georgia King                    | Haffner Anikó       |
| 2012 | Üss vagy fuss!                           | Hit and Run                            | Debby Kreeger                   | Kiss Virág Magdolna |
| 2013 | Fordított felállás                       | Family Weekend                         | Samantha Smith-Dungy            | Für Anikó           |
| 2014 | Szex a lelke mindennek                   | The Opposite Sex                       | Mrs. Kemp                       | Orosz Helga         |
| 2014 | Rio 2.                                   | Rio 2                                  | Gabi (hangja)                   | Haffner Anikó       |
| 2015 | Különös varázs                           | Strange Magic                          | Szilvatündér (hangja)           | Zakariás Éva        |
| 2015 | A szomszéd fiú                           | The Boy Next Door                      | Vicky Lansing                   | Murányi Tünde       |
| 2015 | Snoopy és Charlie Brown – A Peanuts film | The Peanuts Movie                      | Fifi (hangja)                   | eredeti hangon      |
| 2016 |                                          | Hard Sell                              | Lorna Buchanan                  |                     |
| 2017 |                                          | Class Rank                             | Janet Krauss                    |                     |
| 2017 | My Little Pony: A film                   | My Little Pony: The Movie              | Skystar hercegnő (hangja)       | Gáspár Kata         |
| 2017 | A csillag                                | The Star                               | Abby (hangja)                   | Kisfalvi Krisztina  |
| 2020 | Roald Dahl: Boszorkányok                 | The Witches                            | Daisy / Mary (hangja)           | Mentes Júlia        |
| 2020 | Alkalmi randevú                          | Holidate                               | Susan néni                      | Haffner Anikó       |
| 2021 |                                          | National Champions                     | Bailey Lazor                    |                     |
| 2022 |                                          | Bros                                   | önmaga                          |                     |
| 2024 | Wicked                                   | Wicked                                 | Varázsmánia szupersztár (cameo) | Haffner Anikó       |
| 2024 | A mi kis titkunk                         | Our Little Secret                      | Erica                           | Fodor Annamária     |